# Dioh Williams
Dioh Williams (Monrovia, Liberia, 8 de octubre de 1984) es un futbolista liberiano. Juega de delantero y actualmente juega en el Gefle IF de la Allsvenskan de Suecia. Es actualmente seleccionado liberiano, donde ha jugado 9 partidos y ha anotado solo 1 gol.

## Clubes
| Club                           | País      | Año         |
| ------------------------------ | --------- | ----------- |
| Floda BoIF                     | Suecia    | 2002 - 2003 |
| BK Häcken                      | Suecia    | 2003 - 2007 |
| Aarhus GF                      | Dinamarca | 2007 - 2010 |
| FC Alania Vladikavkaz (cedido) | Rusia     | 2010        |
| BK Häcken                      | Suecia    | 2011 - 2014 |
| Gefle IF                       | Suecia    | 2014 -      |